# Větrný mlýn (Bzová)
Větrný mlýn holandského typu se nachází v obci Bzová, okres Beroun. V roce 1965 byl zapsán do Ústředního seznamu kulturních památek ČR.

## Historie
První písemné zmínky uvádějí 16. století, kdy Jan mladší z Valdštejna, pán na Točníku, vydal povolení ke stavbě větrného mlýna. Další zmínka je až ve stabilním katastru z roku 1839, kde je zanesen zděný větrný mlýn na parcele číslo 750. V roce 1936 zchátralý objekt byl zakoupen soukromou osobou a opraven pro bydlení s pozdější přístavbou obytného křídla. Mlýn, který je památkově chráněn od roku 1965, stál osamoceně na malém návrší jihovýchodně od návsi, dnes je součástí vesnické zástavby.

## Popis
Větrný mlýn je patrová válcová omítaná zděná stavba holandského typu, postavená z lomového kamene na kruhovém půdorysu. V patrech jsou pravidelně nad sebou a po obvodu prolomena čtyři okna v šambránách. Stavba je zakončena kuželovou plechovou střechou. Na západní straně je křídlo obytné přístavby.
| půdorys průměr [m] | výška [m] | výška [m] | výška [m] | Tloušťka zdí [m] | Tloušťka zdí [m] | zdroj |
| ------------------ | --------- | --------- | --------- | ---------------- | ---------------- | ----- |
| půdorys průměr [m] | stavba    | střecha   | celkem    | u paty           | ve vrcholu       | [ 2 ] |
| 11,5               | 6         | 2,5       | 8,5       | 0,9              | 0,6              | [ 2 ] |